# Шикинью (футболист, 2000)
Франси́шку Жо́рже Тава́реш Оливе́йра (порт. Francisco Jorge Tavares Oliveira; род. 5 февраля 2000, Кашкайш), более известный как Шики́нью (порт. Chiquinho) — португальский футболист, нападающий клуба «Алверка».

## Клубная карьера
Воспитанник лиссабонского «Спортинга». В июле 2019 года перешёл в «Эшторил», выступающий на тот момент в Сегунда-лиге. 18 января 2020 года дебютировал за основную команду, выйдя на замену в матче лиги с «Академикой» из Коимбры (1:0). В сезоне 2020/21 года вместе с командой занял первое место во Второй лиге. 7 августа 2021 года дебютировал в Примейра-лиге, проведя на поле 60 минут в победном гостевом матче с «Арокой» (2:0).
18 января 2022 года перешёл в английский «Вулверхэмптон Уондерерс».

## Карьера в сборной
10 октября 2019 года сыграл свой первый матч за сборную Португалии до 20 лет. Всего за эту команду он провёл 4 игры.
12 ноября 2021 года дебютировал за сборную Португалии до 21 года, выйдя на замену в гостевой игре отборочного турнира к молодёжному чемпионату Европы 2023 со сборной Кипра (1:0).